# كالان وارد
كالان وارد (بالإنجليزية: Callan Ward)‏ هو لاعب كرة قدم أسترالية أسترالي، ولد في 10 أبريل 1990 في ملبورن في أستراليا.

## وصلات خارجية
- كالان وارد على موقع AustralianFootball.com (الإنجليزية)
- كالان وارد على موقع AFLtables.com (الإنجليزية)